# Cash & Marry
Im österreichischen Dokumentarfilm Cash and Marry versuchen Regisseur Atanas Georgiev und sein Freund Marko eine Braut zu finden, die sie gegen Bezahlung heiratet, also eine Scheinehe eingeht. Dadurch hätten sie Zugang zu einem Visum und könnten weiter in Österreich leben.

## Synopsis
Marko und Atanas sind zwei Freunde, deren Leben so schön sein könnte – wäre da nicht ein kleines Problem mit ihren Papieren. Sie wollen einen EU-Pass und dafür sind sie bereit fast alles zu tun, sogar eine Braut zu kaufen. Mit nichts als ein bisschen Optimismus und 7.000 Euro in der Tasche machen sie sich auf den Weg, die Frau ihrer Träume zu finden. Eine, die bereit ist, für Geld vor den Altar zu treten und bis zur möglichen Scheidung bei ihnen zu bleiben. Eine reale Green Card-Story und witzige Odyssee durch die Unterwelt des Wiener Migrantinnenmilieus. Cash & Marry zeigt, was es braucht, um über die Barrikaden europäischer Grenzen zu springen.
Mit Studentenvisa kommen junge Mazedonier vom Balkan nach Österreich, um österreichische Frauen zu heiraten. Sie zahlen bis zu 14.000 € an ihre „Ehefrauen“ und hoffen nach der Hochzeit die österreichische Staatsbürgerschaft zu erhalten. In Cash & Marry werden die Beweggründe der jungen Männer untersucht, die ihre Heimat verlassen, um nach Österreich zu kommen sowie die Motivation der jungen österreichischen Frauen, sich auf ein Heirats-Arrangement einzulassen.
Auf humorvolle Art und Weise wird die Geschichte dieser jungen Menschen erzählt und auf die Absurdität des unmenschlichen österreichischen Fremdenrechts aufmerksam gemacht. Der Film dokumentiert, durch den Regisseur Atanas Georgiev als Protagonisten, wie sich das Leben dieser Männer darstellt. Er tritt in ihre Fußstapfen.

## Festivals
- Bursa International Silk Road Film Festival, 2009, Turkey
- DIAGONALE Festival of Austrian Film, 2009, Austria
- dok Leipzig, 2009, Germany
- 4 Screens European Festival, 2009, France
- Filmhuis Den Haag, 2009, The Netherlands
- Flahertiana IDFF, 2009, Russia
- Golden Apricot – Yerevan International Film Festival, 2009, Armenia
- hot docs Toronto, 2009, Canada
- International Women Film Festival New Delhi, 2009, India
- Kasseler Dokumentarfilm- und Videofest, 2009, Germany
- Mumbai FF Mumbai Academy of Moving Arts, 2009, India
- Prizren Dokufest Int. Doc. & Short Film Festival, 2009, Kosovo
- Sarajevo International Film Festival, 2009, Bosnia-Herzegovina
- This Human World, 2009, Austria
- Visions du Réel, 2009, Switzerland
- Balkan Trafik Festival, 2010, Belgium
- Baltic Sea Forum for Documentaries / National Film Center, 2010, Latvia
- Cleveland International Film Festival, 2010, USA
- DocuDays, 2010, Ukraine
- Melbourne Macedonian Film Festival, 2010, Australia

## Preise
- 42. Österr. Fernsehpreis der Erwachsenenbildung